# Sociaaldemocratische Partij (Mexico 1982)
De Sociaaldemocratische Partij (Spaans: Partido Social Demócrata, PSD) was een Mexicaanse politieke partij die bestond van 1981 tot 1982.
De partij werd opgericht in 1981 als afsplitsing van de destijds oppermachtige Institutioneel Revolutionaire Partij (PRI). De partij omschreef haar ideologie als 'revolutionair nationalisme'. De PSD deed slechts een keer mee aan de verkiezingen. Bij de presidentsverkiezingen van 1982 behaalde Manuel Moreno Sánchez niet genoeg stemmen om de officiële erkenning van zijn partij te behouden, waarna deze verdween.

## Presidentskandidaten
- 1982: Manuel Moreno Sánchez

PAN · PRI · PVEM · PT · MC · Morena